# 裴约 (北魏)
裴约（480年—515年），字元俭，河东郡闻喜县（今山西省运城市闻喜县）人，出自河东裴氏定著五房之一的南来吴裴，北魏官员。

## 生平
裴约性格很是刚正耿直，以员外郎为起家官，转任给事中。永平年间，裴约出任丹阳郡太守，后袭父爵雍丘县开国子。冀州大乘教反叛，魏孝明帝元诩敕令裴约出任别将，代理渤海郡太守。后来州军被大乘教教徒击败，教徒于是围困渤海郡郡城，城市陷落后裴约被杀害，时年虚岁三十六。神龟年间，朝廷赠予裴约平原郡太守。魏孝武帝元修时期，再度赠予裴约前将军、扬州刺史。

## 家庭

### 父亲
- 裴彥先，北魏勃海相、雍丘恭惠子

### 子女
- 裴英起，北齐侍中、都官尚书
- 裴威起，东魏齐王开府中兵参军
- 裴媚，嫁西魏黄河魏兴华阳三郡太守、大都督、万年县子柳桧[3]